# SADAT International Defense Consulting Construction Industry and Trade
SADAT International Defense Consulting Construction Industry and Trade Inc. (türkisch SADAT Uluslararası Savunma Danışmanlık İnşaat Sanayi ve Ticaret A.Ş.), kurz SADAT Defense, ist ein im Jahr 2012 unter Vorsitz von Adnan Tanrıverdi, ehemaliger Brigadegeneral der Türkischen Streitkräfte und späterer Chefberater des türkischen Präsidenten Erdoğan, gegründetes privates Sicherheits- und Militärunternehmen in der Türkei. Das Unternehmen ist das erste seiner Art in der Türkei und präsentiert sich als ein „islamisches Pendant“ zu international operierenden Sicherheits- und Militärunternehmen. Es wird vielfach mit dem Vorwurf konfrontiert, dass es direkt in paramilitärische Aktivitäten im In- und Ausland verstrickt sei, weist dies jedoch zurück.
Der Vorstand des Unternehmens ist zum großen Teil deckungsgleich mit dem Vorstand der Denkfabrik Zentrum der Verteidiger der Gerechtigkeit für strategische Forschung. Die Journalistin Çiğdem Toker gibt mit Bezug auf das Türkische Handelsregister an, die drei größten der 51 Anteilseigner der insgesamt 3520 Wertpapiere des börsennotierten Unternehmens seien Adnan Tanrıverdi (1207 Anteile), der Geschäftsmann und Akademiker Mehmet Naci Efe (896 Anteile) und Tanrıverdis Sohn und momentaner Chef des Unternehmens, Ali Kamil Melih Tanrıverdi (231 Anteile).

## Dienstleistungen
In einem Interview mit Kübra Par äußert Tanrıverdi, dass SADAT lediglich offizielle staatliche Sicherheitsorganisationen berate und häufig für in der Türkei produzierte Rüstungsgüter im Ausland werbe.
Auffällig ist das im Verhältnis zu den auf der Webseite des Unternehmens angebotenen Leistungen sehr geringe Unternehmenskapital von lediglich 880.000 Türkischen Lira im Juli 2016 und 1.584.000 Türkische Lira im November 2020. Aufgrund der vielen, unten aufgeführten, Kontroversen um die angeblichen Betätigungsfelder des Unternehmens und der Tatsache, dass Kunden privater Sicherheitsunternehmen Vertraulichkeit voraussetzen, ist schwer zu beurteilen, wo und wie SADAT tatsächlich bisher tätig geworden ist.

## Geschichte und Mission
SADAT möchte laut eigenen Aussagen die Staaten der sogenannten „islamischen Welt“ dabei unterstützen, einen Platz unter den internationalen Supermächten einzunehmen.

### Gründung
Adnan Tanrıverdi erklärt, die Idee zur Gründung des Unternehmens gehe auf den Bosnienkrieg und das diesen beendende Abkommen von Dayton zurück. Um westlichen Unternehmen nicht sensible Sicherheitsaufgaben in muslimischen Staaten zu überlassen, habe er mit 23 Partnern und einem 64-köpfigen Team aus ehemaligen Mitgliedern der Türkischen Streitkräfte SADAT ins Leben gerufen. Das Unternehmen wurde am 28. Februar 2012 gegründet, dem Jahrestag des sogenannten Postmodernen Staatsstreiches (türkisch post-modern darbesi), in dessen Folge die Regierung unter Necmettin Erbakan fiel, der heutige Staatspräsident Erdoğan eine Haftstrafe verbüßen musste und viele von Tanrıverdis Weggefährten aus dem Militärdienst in den vorzeitigen Ruhestand versetzt wurden.

### Ideologische Ausrichtung und Mission
In der Informationsbroschüre SADATs werden die westlichen Staaten als „Kolonialisten mit Kreuzfahrermentalität“ bezeichnet. Die Gründung des Staates Israel wird als Resultat des „27. Kreuzzuges“ beschrieben. Da internationale Bündnisse und Organisationen wie die NATO und die Vereinten Nationen Israel den Rücken gestärkt hätten, erscheine es der ganzen Welt, als seien es zionistische Mächte, welche „die Welt regierten und die islamischen Staaten bevormundeten“. Ökonomische und politische Interessen ließen die Weltmächte wie China, Russland, Europa, Japan, Indien und die USA danach streben, „Herrschaft über die islamischen Staaten“ auszuüben.
Mit der Gründung der Republik Türkei habe sich die Türkei vom Islam als Religion und Wertesystem abgewandt. Da die islamischen Staaten der Führung der Türkei bedürften, müsse ein einheitlicher nationaler Wille alle Institutionen der Türkei durchdringen. SADAT sei 2012 gegründet worden, um diese Zusammenarbeit im Bereich Verteidigung und Rüstungsindustrie voranzutreiben.
Israel wird von Tanriverdi als ein „Trojanisches Pferd“ bezeichnet, welches von den christlichen Staaten in den Mittleren Osten gesetzt worden sei. Er ruft daher zur Gründung einer Palästinensischen Armee auf, für das jedes „islamische Land“ einen Helikopter, ein Unterseeboot, einen Panzer und einen Kampfflieger bereitstellen soll. Um sich in Rüstungsfragen unabhängig vom Westen zu machen, solle die türkische Rüstungsindustrie finanziell unterstützt und ein entsprechender Markt geschaffen werden. In einer von der Partnerorganisation ASSAM, einer türkischen Denkfabrik, angestrebten „Union der islamischen Staaten“ (ASRICA), soll SADAT den Aufbau eines gemeinsamen Sicherheitsapparates und eines gemeinsamen Marktes für Rüstungsgüter übernehmen.

## Kontroversen
Seit der Gründung des Unternehmens werden ihm von internationalen Beobachtern und der türkischen parlamentarischen wie außerparlamentarischen Opposition verschiedentlich undurchsichtige Machenschaften unterstellt. Außerdem behauptet die Organisation großen Einfluss auf die Politik des Präsidenten zu haben und maßgeblich an den Umstrukturierungen der Türkischen Streitkräfte und der Polizei nach dem  Putschversuch vom 15. Juli 2016 beteiligt gewesen zu sein. Tanrıverdi wird zuweilen unterstellt, mehr Einfluss auf die Türkischen Streitkräfte zu haben als die offizielle Militärführung. Manche Beobachter gehen so weit zu behaupten, SADAT sei Teil einer Vorbereitungsstrategie für einen möglichen Bürgerkrieg. Laut Eigendarstellung ist das Ziel der Unternehmung, „die islamische Welt dabei zu unterstützen, den verdienten Platz unter den Supermächten einzunehmen“.
Nach Presserecherchen werden in der Eigendarstellung des Unternehmens Trainings für Hinterhalte, Razzien, Straßenblockaden, Zerstörung, Rettungs- und Entführungsoperationen und für die Verteidigung gegen solche Situationen angeboten. Weiterhin könne man Operationen unkonventioneller Kriegsführung in diesen Ländern organisieren.

### Gründung einer Schattenarmee
Jonathan Spyer vom Jerusalem Institute for Strategic Studies vergleicht SADAT, ähnlich wie Michael Rubin vom American Enterprise Institute, mit der Iranischen Revolutionsgarde und attestiert, dass die Türkei mit SADAT in das Feld der revolutionären Kriegsführung in der Region des Mittleren Ostens eintrete. Howard Eissenstat von der St. Lawrence University sieht SADAT als Teil einer dreigliedrigen revolutionären Sicherheitsarchitektur, welche sich nach dem Putschversuch vom 15. Juli 2016 herausbildete. Die paramilitärischen Aktivitäten der Türkei im In- und Ausland seien an das Unternehmen übertragen worden. Die Doppelposition Tanrıverdis als Sicherheitsberater des Präsidenten und Inhaber von SADAT weise auf die Grauzone zwischen dem Unternehmen und staatlichen Funktionsträgern hin. Laut der früheren Innenministerin und heutigen Vorsitzenden der oppositionellen İyi-Partei, Meral Akşener, unterhält SADAT Trainingscamps für regierungstreue Milizionäre an der Schwarzmeerküste.
Verschiedene Autoren gehen davon aus, dass SADAT dafür sorgen werde, dass die Posten in Militär und Polizei, die nach den Massenentlassungen in Folge des gescheiterten Staatsstreiches frei wurden, mit dem Unternehmen und seiner nationalistisch-islamistischen Ideologie nahestehenden Personen besetzt werden. Artikel 18 des Präsidialdekrets 678 aus dem Jahr 2016 gibt die Möglichkeit, ehemals pensionierte Offiziere wieder in Dienst zu nehmen und sie zur Rekrutierung zu autorisieren. Dies könnte, so Rubin, den Weg ebnen, um viele der Ende der 90er Jahre wegen ihrer vermeintlich islamistischen Einstellungen entlassenen Offiziere wieder in Dienst zu nehmen und somit viele mit SADAT in Verbindung stehende Personen in hohe militärische Ränge zu bringen. Aus Interviews mit in der Türkei stationiertem NATO-Personal und Augenzeugen schließt Rubin, dass SADAT als Erdogans Privatarmee fungiert. Die Organisation operiere im Interesse des Präsidenten, ohne gesetzliche Einschränkungen zu erfahren.

### Niederschlagung des Putschversuchs am 15. Juli 2016
Verschiedene Beobachter gehen von einer Beteiligung von SADAT nahestehenden Milizionären an der Niederschlagung des Putschversuchs vom 15. Juli 2016 aus. Kurz darauf trug die Ernennung Tanrıverdis zu Erdoğans Chefberater in Sicherheitsfragen dazu bei, das Misstrauen von Teilen der Opposition zu verstärken. Einige Zeugen berichteten, dass Mitglieder einer privaten Sicherheitsfirma mit schusssicheren Westen und halbautomatischen Waffen ausgerüstet auf den Straßen Istanbuls zu sehen gewesen seien. Michael Rubin schildert darüber hinaus, Augenzeugen hätten von „SADAT-Scharfschützen“ berichtet, die in der Nacht des Putsches an der Bosporus-Brücke in die Menschenmenge geschossen hätten.

### Bürgerkrieg in Libyen
Bereits 2017 berichtete Abdullah Bozkurt vom Stockholm Center for Freedom, dass militante Dschihadisten in Libyen durch SADAT ausgebildet worden seien. Ein in der Tageszeitung The Telegraph zitierter Bericht des United States Africa Command an die US-Regierung vom September 2020 geht davon aus, dass um die 5000 syrische Söldner unter SADATs Aufsicht in Libyen an der Seite der Regierung der Nationalen Übereinkunft gegen die Truppen des Generals Chalifa Haftar kämpfen. Angeblich werden die Söldner von mehreren Dutzend Ausbildern im Dienste SADATs geschult und bezahlt. Allerdings gerieten die Söldner immer mehr außer Kontrolle und es häuften sich Berichte über Fehlverhalten, Diebstahl und sexuelle Übergriffe. Bereits Anfang 2020 berichtete der Guardian, dass ein türkisches Unternehmen ca. 2000 Söldner aus Syrien angeheuert und von der, Syrischen Nationalen Armee, die von der Türkei finanziert wird, abgezogen habe, um sie nach Libyen zu transportieren.

### Bürgerkrieg in Syrien
Jonathan Spyer vom Jerusalem Institute for Strategic Studies schreibt, dass SADAT eine Reihe von Trainingseinrichtungen in der Türkei aufgebaut habe, um sunnitische Rebellen gegen das Assad-Regime in Syrien an den Waffen zu schulen. Es bestünden enge Verbindungen des Unternehmens zu Teilen der Freien Syrischen Armee, welche ohne die Unterstützung der Türkei im Norden des Landes nicht mehr überlebensfähig wäre. Erk Acarer berichtet in der linken Tageszeitung BirGün, es gebe Augenzeugenberichte über Ausbildungslager des sogenannten Islamischen Staates, in denen ehemalige Mitglieder türkischer Spezialkräfte Dschihadisten ausgebildet hätten. Der Microblogger und Whistleblower Fuat Avni berichtet ebenfalls 2016, dass SADAT dschihadistische Milizen ausbilde. 2021 enthüllte Sedat Peker, ein Pate der türkischen Mafia, dass SADAT unter seinem Namen einen angeblichen Hilfsgütertransport nach Nordsyrien organisiert habe, der aber in Wahrheit Waffen und Munition enthalten habe, die dann an Vertreter der Dschihadistenmiliz al-Nusra-Front übergeben worden seien.

### Konflikt zwischen der PKK und dem türkischen Staat
In dem 2015 wieder aufflammenden Konflikt zwischen der bewaffneten Arbeiterpartei Kurdistans (PKK) und dem türkischen Staat berichteten Zeugen wiederholt von bewaffneten Einheiten, die arabische Schriftzeichen auf ihrer Kleidung trugen und mit Gewalt gegen die kurdische Zivilbevölkerung vorgegangen seien. Diese Erzählungen werden in der Presse häufig mit SADAT in Verbindung gebracht.

### Konflikt um Bergkarabach (2020)
Quellen des Guardian zufolge wurden Söldner von einem privaten Sicherheitsunternehmen aus der Türkei angeworben, um im Krieg um die Region Bergkarabach 2020 an der Seite Aserbaidschans zu kämpfen. Hierfür seien verhältnismäßig hohe Summen als Lohn für die Söldner angeboten worden.